# 19461 Feingold
19461 Feingold (1998 HZ16) là một tiểu hành tinh vành đai chính được phát hiện ngày 18 tháng 4 năm 1998 bởi nhóm nghiên cứu tiểu hành tinh gần Trái Đất phòng thí nghiệm Lincoln ở Socorro.